# Sewan (miasto)
Sewan (orm. Սեվան) – miasto w Armenii, w prowincji Gegharkunik, w okolicy jeziora Sewan. Powstało w 1842 roku jako osada rosyjskich wygnanych schizmatyków. Do końca XIX wieku miasto zamieszkane było wyłącznie przez Rosjan. Do 1935 roku określane było nazwą Elenowka (na cześć imienia żony cara Mikołaja I). Według danych na rok 2022 obecnie liczy 18 900 mieszkańców. W mieście rozwinął się przemysł tytoniowy.  Działa w nim duży szpital psychiatryczny.
W okolicy miasta (3 km na wschód) położony jest półwysep Sewan (dawniej wyspa), na którym znajduje się klasztor z IX wieku - Sewanawank (tak zwany Czarny Klasztor). Mieszkali w nim mnisi zesłani przez katolikosa na banicję. Składa się on z dwóch prostych kościołów, dookoła których znajduje się wiele chaczkarów.

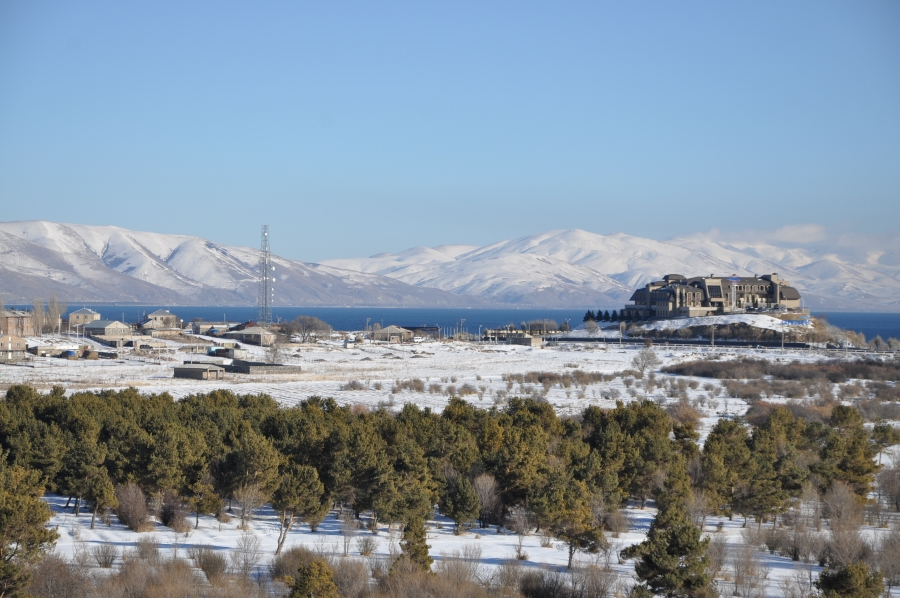
Sewan - okolice jeziora
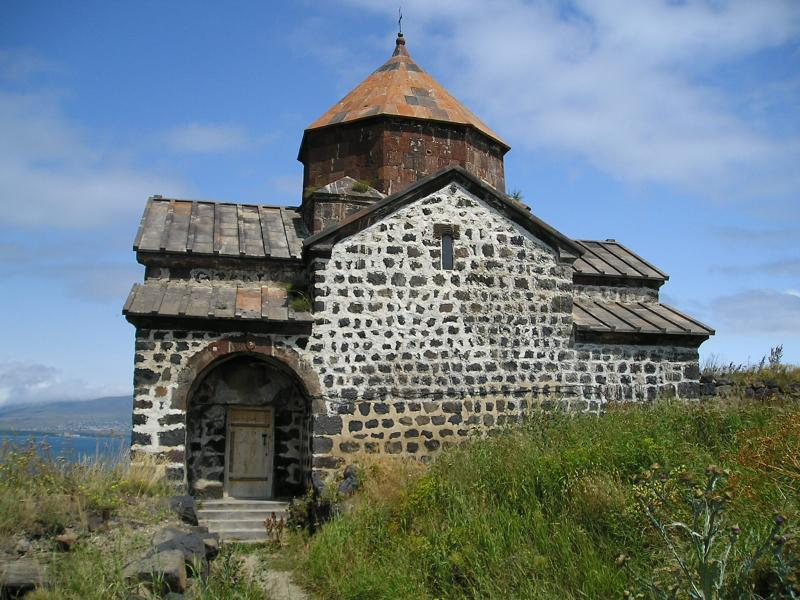
Klasztor Sewanawank
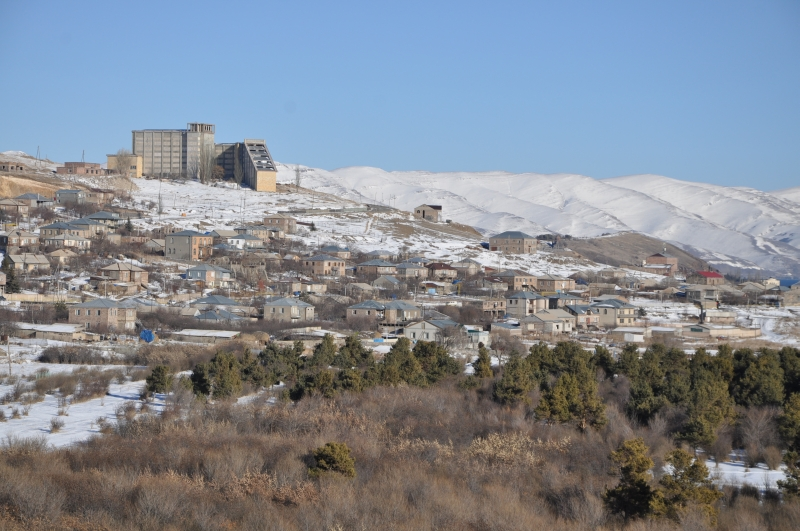
Sewan zimą

## Współpraca zagraniczna
- Grenoble
- Bussy-Saint-Georges
- Brodnica